# Bilutställning

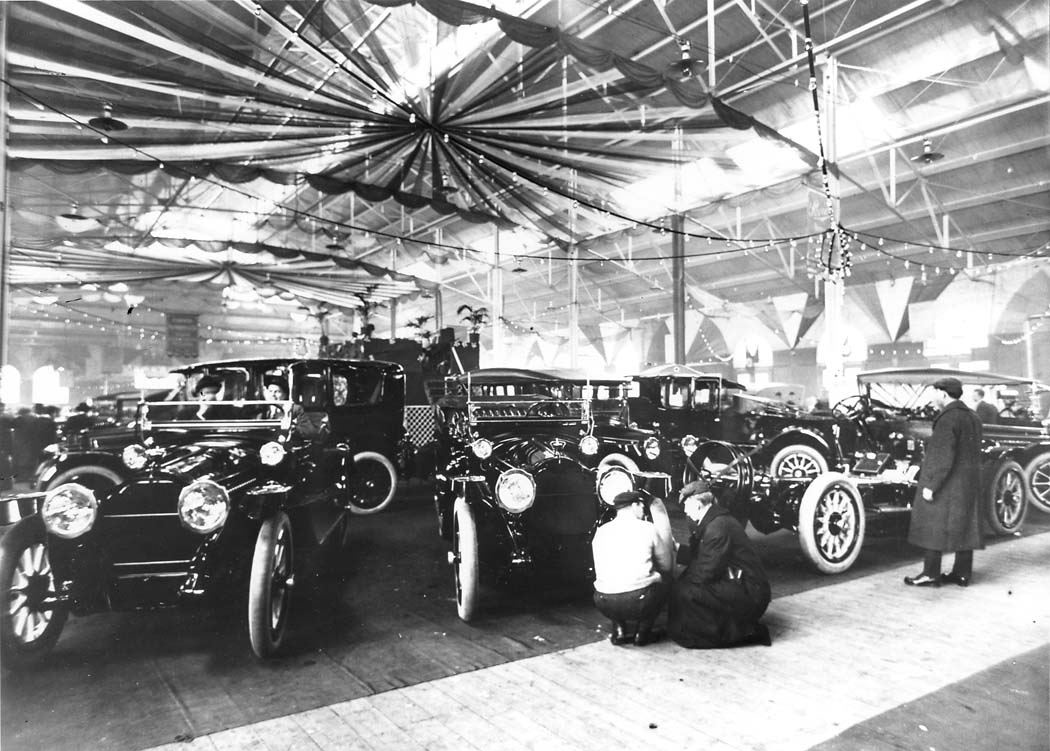
Bilutställning i Toronto, Kanada 1912

En bilutställning, bilmässa eller bilsalong är en förevisning för allmänheten av bilar och relaterade föremål. De utställda bilarna kan vara nya bilmodeller, konceptbilar, tävlingsbilar eller äldre modeller (ofta veteranbilar). Utställarna kan vara biltillverkare, andra företag inom branschen eller privatpersoner.
- Wikimedia Commons har media som rör Bilutställning.